# Тамарин
Тамарин (saguinus) — рід широконосих приматів родини ігрункові (callitrichidae).

## Опис
На відміну від ігрунок, у тамаринів більш розвинені ікла, відсутні привушні пензлики і кільця на хвості. Маса тіла 220–900 г, довжина тіла разом з головою 16-30 см, хвоста 27-42 см.

## Поширення
Поширені у Центральній Америці та у Південній Америці у басейні річки Амазонка.

## Спосіб життя
Тамарини народжують 2 дитинчат, про яких самець піклується більше, ніж самка. У неволі живуть 10-18 років. Вагітність триває 145–150 днів. Зазвичай народжується двійня, іноді в посліді 1-3 дитинчати, кожен вагою в унцію (близько 30 г). Батько, старші брати і сестри піклуються про потомство, тягаючи дитинчат на собі. У віці 4-6 тижнів дитинчата здатні до рослинної їжі і харчуються разом з батьками. В 2,5-3 місяці вони здатні себе годувати, а з 4 місяців вони покидають спину батьків і здатні до самостійного життя. Статева зрілість у самців настає у віці 9-13 місяців, у самок — між 18 і 24 місяцями. Перемовляються за допомогою звуків, що нагадують пташине щебетання. Мітять територію. Мають дуже виразну міміку, схожу з людською, і коли вони розсерджені або пригнічені, їх шерсть встає дибки. У дикій природі утворюють сімейні групи до 15 особин, куди входить один дорослий самець, кілька самок і їхнє потомство. Дитинчата ще деякий час після досягнення статевої зрілості залишаються в родині, але не вступають у розмноження. Мавпи цього роду територіальні і ворогують із сусідніми стадами. Велику частину часу вони проводять в процесі годування і за груммінгом один одного.

## Види
- Saguinus bicolor
- Saguinus fuscicollis
- Saguinus geoffroyi
- Saguinus graellsi
- Saguinus imperator
- Saguinus inustus
- Saguinus kulina
- Saguinus labiatus
- Saguinus leucopus
- Saguinus martinsi
- Saguinus melanoleucus
- Saguinus midas
- Saguinus mystax
- Saguinus niger
- Saguinus nigricollis
- Saguinus oedipus
- Saguinus pileatus
- Saguinus tripartitus